# Liste der Monuments historiques in Charleville (Marne)
Die Liste der Monuments historiques in Charlevill führt die Monuments historiques in der französischen Gemeinde Charlevill auf.

## Liste der Immobilien
| Bezeichnung      | Beschreibung            | Standort                 | Kennzeichnung | Schutzstatus | Datum | Bild           |
| ---------------- | ----------------------- | ------------------------ | ------------- | ------------ | ----- | -------------- |
| Kirche St-Pierre | aus dem 15. Jahrhundert | Place de l’Église (Lage) | PA00078658    | Classé       | 1920  | weitere Bilder |

## Liste der Objekte
| Bezeichnung                  | Beschreibung           | Standort                       | Kennzeichnung | Schutzstatus | Datum | Bild |
| ---------------------------- | ---------------------- | ------------------------------ | ------------- | ------------ | ----- | ---- |
| Skulpturengruppe Gnadenstuhl | Stein, 16. Jahrhundert | in der Kirche St-Pierre (Lage) | PM51000269    | Classé       | 1908  |      |